# Пинтер, Томислав
Томисла́в Пи́нтер (хорв. Tomislav Pinter; 16 июня 1926, Загреб, Королевство Сербов, Хорватов и Словенцев, ныне Хорватия — 15 августа 2008, там же) — хорватский кинооператор.

## Биография
В 1946 году окончил Академию изящных искусств в Загребе и сразу пришёл в кино. Снял свыше 150 документальных и художественных фильмов.

## Избранная фильмография

### Оператор
- 1960 — Точка 905 / Kota 905
- 1961 — Азбука страха / Abeceda straha
- 1962 — Ранняя осень / Rana jesen
- 1962 — Правда / Pravda (к/м)
- 1962 — Телефон / Telefon (к/м)
- 1963 — Двойное окружение / Dvostruki obruc
- 1964 — Служебное положение / Sluzbeni polozaj
- 1964 — Прометей с острова Вишевице / Prometej s otoka Visevice
- 1964 — Ключ / Kljuc
- 1964 — Настоящее положение вещей / Pravo stanje stvari
- 1965 — Три / Tri (в советском прокате «Папоротник и огонь»)
- 1965 —  / Čovik od svita
- 1966 — Рондо / Rondo
- 1966 —  / Anabelin san (к/м)
- 1966 — Понедельник или вторник / Ponedjeljak ili utorak
- 1967 — Скупщики перьев / Skupljaci perja
- 1967 — Берёза / Breza
- 1967 — Четвёртый попутчик / Cetvrti suputnik
- 1968 — Тело / Tijelo (к/м)
- 1969 — Битва на Неретве / Bitka na Neretvi
- 1969 — Ущелье / La cattura (Италия—Югославия—США)
- 1969 — Венецианский купец / The Merchant of Venice (с Ивицей Райкович и Джорджо Тонти, ТВ, США)
- 1970 —  / Jedanaesta zapovijed
- 1970 — Игроки / The Gamblers (США—Югославия)
- 1970 — Дорога в рай / Put u raj
- 1971 — Нокаут / Nokaut (с Серджо Паллоттини, Югославия—Италия)
- 1971 — Лондон / London (к/м, США)
- 1973 —  / Timon
- 1973 — Пятое наступление / Sutjeska
- 1974 —  / San (к/м)
- 1974 — Словенская готика / Slovenska gotika (д/ф)
- 1974 — Страх / Strah
- 1974 — Степной волк / Steppenwolf (США—Швейцария—Великобритания—Франция—Италия)
- 1974 — Нож / Nož (к/м)
- 1975 — Дом / Kuca
- 1975 —  / Čekaonica (к/м)
- 1975 — Павле Павлович / Pavle Pavlovic
- 1976 — Частные пороки, общественные добродетели / Vizi privati, pubbliche virtù (Италия—Югославия)
- 1976 —  / Pogled iz potkrovlija (Югославия—ФРГ)
- 1976 — Вдовство Каролины Заслер / Vdovstvo Karoline Zasler
- 1976 — Торговцы смертью / Tod eines Fremden (ФРГ—Израиль)
- 1976 — Фирма «Навип» / Navip (д/ф)
- 1977 — Времена гайдуков / Hajducka vremena
- 1978 —  / Ko zorijo jagode
- 1978 —  / Tamo i natrag
- 1978 — Метель / Mecava
- 1979 —  / Povratak
- 1979 —  / Iskanja
- 1980 —  / Petrijin venac
- 1980 —  / Novinar
- 1980 — Любят только раз / Samo jednom se ljubi
- 1980 — Гайдук / Hajduk
- 1980 — До встречи на следующей войне / Nasvidenje v naslednji vojni
- 1981 — Монтенегро / Montenegro (Швеция—Великобритания)
- 1981 —  / Gazija
- 1982 — Сумерки / Twilight Time (США—Югославия)
- 1982 — Циклоп / Kiklop
- 1983 — Восстание Тимка / Timocka buna
- 1984 —  / Die Nacht der vier Monde (ФРГ)
- 1984 —  / U raljama zivota
- 1984 —  / Dediscina
- 1984 —  / O pokojniku sve najlepse
- 1985 — Бал на воде / Hey Babu Riba
- 1985 — Трансильвания 6-5000 / Transylvania 6-5000 (Югославия—США)
- 1985 — Дитя войны / The War Boy (с Фредом Лукетти, Югославия—Канада)
- 1987 — Грязная дюжина: Смертельное задание / Dirty Dozen: The Deadly Mission (США—Югославия, ТВ)
- 1987 — Девушка / The Girl (с Ларсом Карлссоном  Гораном Мекавой, Швеция—Великобритания—Италия)
- 1988 — Грязная дюжина: Фатальное задание / The Dirty Dozen: The Fatal Mission (США—Югославия—Италия, ТВ)
- 1988 — Грязная дюжина / Dirty Dozen: The Series (с Алеком Миллсом, сериал, США—Югославия)
- 1988 — Крузо / Crusoe (Великобритания—США)
- 1988 — Интрига / Intrigue (ТВ, США)
- 1988 — Манифест / Manifesto (США)
- 1988 — Маска убийцы / Mask of Murder (Канада—Швеция)
- 1989 — Дьявольский рай / Djavolji raj
- 1989 — Центр сбора / Sabirni centar
- 1990 — Бесшумный порох / Gluvi barut
- 1990 —  / Umetni raj
- 1990 — Ангел-разрушитель / Destroying Angel (Югославия—Великобритания)
- 1991 — Полночные воспоминания / Memories of Midnight (со Слободаном Трниничем, ТВ, США)
- 1991 —  / Praznik u Sarajevu
- 1992 — Оползень / Landslide (США)
- 1992 — Лука / Luka
- 1994 —  / Svaki put kad se rastajemo (ТВ)
- 1995 — Кармен / Carmen (Словения)
- 1996 — Дорогой мой ангел / Andjele moj dragi
- 2000 —  / Mokus (Словения)
- 2003 —  / Svjetsko cudoviste
- 2005 — Контакт / Kontakt (Германия—Македония)
- 2006 — Свобода / Libertas (с Ваней Чернюлом)
- 2006 — Красное и чёрное / Crveno i crno (с Борисом Крстиничем)

## Награды
- 1965 — Серебряный приз за лучшую работу оператора Четвертого Московского международного кинофестиваля («Прометей с острова Вишевице»)
- 1966 — Премия Владимира Назора
- 1982 — Премия Владимира Назора
- 1988 — Премия Владимира Назора